# Ugochukwu Iwu
Ugochukwu Iwu (Jos, 28 novembre 1999) è un calciatore nigeriano naturalizzato armeno, centrocampista del Rubin e della nazionale armena.

## Carriera

### Club
Nato in Nigeria, è cresciuto nell'El-Kanemi Warriors dove è approdato all'età di 7 anni. Nel 2017 si è trasferito in Armenia al Lori ed ha subito ottenuto la promozione in prima divisione. Ha esordito il 4 agosto 2018 contro l'Ararat-Armenia ed il 22 agosto ha realizzato la sua prima rete contro l'Urartu.
Il 31 agosto 2019 è stato ceduto in prestito per una stagione al P'yownik. Il 7 agosto 2020 si è trasferito a titolo definitivo all'Urartu.

### Nazionale
Il 20 marzo 2023 ha ricevuto la cittadinanza armena ed è stato convocato dalla nazionale armena per le partite in programma lo stesso mese. Ha debuttato 8 giorni dopo disputando l'amichevole contro Cipro.

## Statistiche

### Presenze e reti nei club
Statistiche aggiornate al 19 giugno 2023.
| Stagione        | Squadra         | Campionato      | Campionato | Campionato | Coppe nazionali | Coppe nazionali | Coppe nazionali | Coppe continentali | Coppe continentali | Coppe continentali | Altre coppe | Altre coppe | Altre coppe | Totale | Totale | Totale |
| Stagione        | Squadra         | Comp            | Pres       | Reti       | Comp            | Pres            | Reti            | Comp               | Pres               | Reti               | Comp        | Pres        | Reti        | Pres   | Reti   |        |
| --------------- | --------------- | --------------- | ---------- | ---------- | --------------- | --------------- | --------------- | ------------------ | ------------------ | ------------------ | ----------- | ----------- | ----------- | ------ | ------ | ------ |
| 2018-2019       | Lori            | BC              | 29         | 2          | CA              | 6               | 3               |                    | -                  | -                  |             | -           | -           | 35     | 5      |        |
| 2019-2020       | P'yownik        | BC              | 14         | 0          | CA              | 1               | 0               |                    | -                  | -                  |             | -           | -           | 15     | 0      |        |
| giu.-lug. 2020  | Lori            | BC              | 7          | 2          | CA              | 0               | 0               |                    | -                  | -                  |             | -           | -           | 7      | 2      |        |
| Totale Lori     | Totale Lori     | Totale Lori     | 36         | 4          |                 | 6               | 3               |                    | -                  | -                  |             | -           | -           | 42     | 7      |        |
| 2020-2021       | Urartu          | BC              | 21         | 2          | CA              | 4               | 0               |                    | -                  | -                  |             | -           | -           | 25     | 2      |        |
| 2021-2022       | Urartu          | BC              | 31         | 5          | CA              | 3               | 1               | UECL               | 2                  | 0                  |             | -           | -           | 36     | 6      |        |
| 2022-2023       | Urartu          | BC              | 32         | 1          | CA              | 3               | 0               |                    | -                  | -                  |             | -           | -           | 35     | 1      |        |
| Totale Urartu   | Totale Urartu   | Totale Urartu   | 84         | 8          |                 | 10              | 1               |                    | 2                  | 0                  |             | -           | -           | 96     | 9      |        |
| Totale carriera | Totale carriera | Totale carriera | 134        | 12         |                 | 17              | 4               |                    | 2                  | 0                  |             | -           | -           | 153    | 16     |        |

### Cronologia presenze e reti in nazionale
| Cronologia completa delle presenze e delle reti in nazionale ― Armenia | Cronologia completa delle presenze e delle reti in nazionale ― Armenia | Cronologia completa delle presenze e delle reti in nazionale ― Armenia | Cronologia completa delle presenze e delle reti in nazionale ― Armenia | Cronologia completa delle presenze e delle reti in nazionale ― Armenia | Cronologia completa delle presenze e delle reti in nazionale ― Armenia | Cronologia completa delle presenze e delle reti in nazionale ― Armenia | Cronologia completa delle presenze e delle reti in nazionale ― Armenia |
| Data                                                                   | Città                                                                  | In casa                                                                | Risultato                                                              | Ospiti                                                                 | Competizione                                                           | Reti                                                                   | Note                                                                   |
| ---------------------------------------------------------------------- | ---------------------------------------------------------------------- | ---------------------------------------------------------------------- | ---------------------------------------------------------------------- | ---------------------------------------------------------------------- | ---------------------------------------------------------------------- | ---------------------------------------------------------------------- | ---------------------------------------------------------------------- |
| 28-3-2023                                                              | Erevan                                                                 | Armenia                                                                | 2 – 2                                                                  | Cipro                                                                  | Amichevole                                                             | -                                                                      | 87’                                                                    |
| 25-3-2023                                                              | Erevan                                                                 | Armenia                                                                | 1 – 2                                                                  | Turchia                                                                | Qual. Euro 2024                                                        | -                                                                      |                                                                        |
| 16-6-2023                                                              | Cardiff                                                                | Galles                                                                 | 2 – 4                                                                  | Armenia                                                                | Qual. Euro 2024                                                        | -                                                                      |                                                                        |
| 19-6-2023                                                              | Erevan                                                                 | Armenia                                                                | 2 – 1                                                                  | Lettonia                                                               | Qual. Euro 2024                                                        | -                                                                      | 90+5’                                                                  |
| 8-9-2023                                                               | Eskişehir                                                              | Turchia                                                                | 1 – 1                                                                  | Armenia                                                                | Qual. Euro 2024                                                        | -                                                                      |                                                                        |
| 11-9-2023                                                              | Erevan                                                                 | Armenia                                                                | 0 – 1                                                                  | Croazia                                                                | Qual. Euro 2024                                                        | -                                                                      | 58’                                                                    |
| 12-10-2023                                                             | Riga                                                                   | Lettonia                                                               | 2 – 0                                                                  | Armenia                                                                | Qual. Euro 2024                                                        | -                                                                      |                                                                        |
| 17-10-2023                                                             | Strumica                                                               | Macedonia del Nord                                                     | 3 – 1                                                                  | Armenia                                                                | Amichevole                                                             | -                                                                      |                                                                        |
| 18-11-2023                                                             | Erevan                                                                 | Armenia                                                                | 1 – 1                                                                  | Galles                                                                 | Qual. Euro 2024                                                        | -                                                                      | 63’                                                                    |
| 7-9-2024                                                               | Erevan                                                                 | Armenia                                                                | 4 – 1                                                                  | Lettonia                                                               | UEFA Nations League 2024-2025 - 1º turno                               | -                                                                      |                                                                        |
| 10-9-2024                                                              | Skopje                                                                 | Macedonia del Nord                                                     | 2 – 0                                                                  | Armenia                                                                | UEFA Nations League 2024-2025 - 1º turno                               | -                                                                      |                                                                        |
| 10-10-2024                                                             | Tórshavn                                                               | Fær Øer                                                                | 2 – 2                                                                  | Armenia                                                                | UEFA Nations League 2024-2025 - 1º turno                               | -                                                                      |                                                                        |
| 13-10-2024                                                             | Erevan                                                                 | Armenia                                                                | 0 – 2                                                                  | Macedonia del Nord                                                     | UEFA Nations League 2024-2025 - 1º turno                               | -                                                                      | 21’                                                                    |
| 14-11-2024                                                             | Erevan                                                                 | Armenia                                                                | 0 – 1                                                                  | Fær Øer                                                                | UEFA Nations League 2024-2025 - 1º turno                               | -                                                                      |                                                                        |
| 17-11-2024                                                             | Riga                                                                   | Lettonia                                                               | 1 – 2                                                                  | Armenia                                                                | UEFA Nations League 2024-2025 - 1º turno                               | -                                                                      |                                                                        |
| 20-3-2025                                                              | Erevan                                                                 | Armenia                                                                | 0 – 3                                                                  | Georgia                                                                | UEFA Nations League 2024-2025 - Play-off                               | -                                                                      | 65’                                                                    |
| 23-3-2025                                                              | Tbilisi                                                                | Georgia                                                                | 6 – 1                                                                  | Armenia                                                                | UEFA Nations League 2024-2025 - Play-off                               | -                                                                      | 40’                                                                    |
| Totale                                                                 |                                                                        | Presenze                                                               | 17                                                                     |                                                                        | Reti                                                                   | 0                                                                      |                                                                        |

## Palmarès

### Club

#### Competizioni nazionali
- Campionato armeno di seconda divisione: 1

Lori: 2017-2018
- Campionato armeno: 1

Urartu: 2022-2023
- Coppa d'Armenia: 1

Urartu: 2023-2023

### Individuale
- Miglior giocatore del campionato armeno: 1

2022-2023